# Adam Pragier

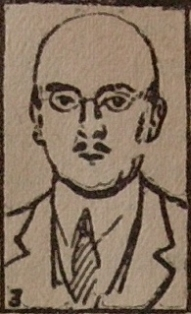
Adam Pragier – rysunek opublikowany w gazecie „Rozwój”, przy okazji trwającego procesu brzeskiego (4 listopada 1931)

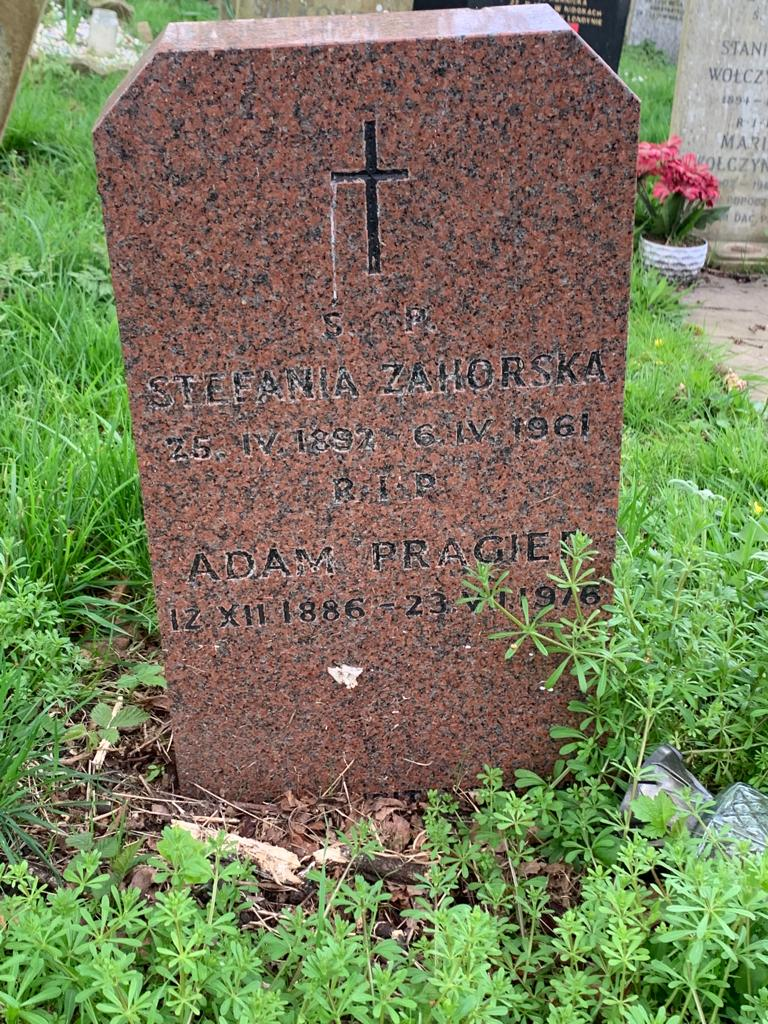
Grób Adama Pragiera

Adam Szymon Pragier (ur. 12 grudnia 1886 w Warszawie, zm. 24 lipca 1976 w Penley) – polski ekonomista, doktor habilitowany nauk prawnych, profesor Wolnej Wszechnicy Polskiej, działacz socjalistyczny, polityk, żołnierz Legionów Polskich.

## Życiorys
Działał w Polskiej Partii Socjalistycznej i w latach 1906–1914 w PPS-Lewicy. W latach 1907–1908 redaktor czasopisma „Myśl Socjalistyczna”. Od 1910 doktor prawa. Obronił dysertację doktorską pod tytułem Die Produktivgenossenschaften der schweizerischen Arbeiter (Spółdzielnie produkcyjne robotników szwajcarskich) na Uniwersytecie w Zurychu. W 1914 wstąpił ochotniczo do Legionów Polskich, zwolniony ze służby z powodu choroby serca. Po rekonwalescencji powołany do armii austriackiej w służbie garnizonowej w Morawskiej Ostrawie. W 1918 został członkiem Polskiej Organizacji Wojskowej w Krakowie.
W kwietniu 1919 ponownie wstąpił do PPS. W latach 1922–1930 był posłem na Sejm I i II kadencji. Od 1919 profesor Wolnej Wszechnicy Polskiej.
W latach 1921–1937 członek Rady Naczelnej, w latach 1924–1925 CKW PPS. W 1930 więziony w twierdzy brzeskiej, w 1932 w procesie brzeskim skazany na 3 lata więzienia. W latach 1933–1935 na emigracji w Paryżu, powrócił do Polski i poddał się zasądzonej karze, którą odbył w wymiarze kilkumiesięcznym w 1935.
Po agresji Niemiec i ZSRR na Polskę w 1939 przebywał na emigracji we Francji i Wielkiej Brytanii. Współuczestniczył w powołaniu 30 września 1939 rządu Władysława Sikorskiego i zapewnieniu ciągłości władz Rzeczypospolitej po internowaniu prezydenta RP Ignacego Mościckiego i Rządu RP w Rumunii 18 września 1939.
W latach 1941–1947 członek Komitetu Zagranicznego PPS. Od 3 lutego 1942 członek Rady Narodowej (substytutu parlamentu na emigracji). W latach 1944–1949 był ministrem informacji i dokumentacji w rządach Tomasza Arciszewskiego i Tadeusza Komorowskiego. Usunięty z PPS w 1946.
Od 1947 był przywódcą Związku Socjalistów Polskich na Obczyźnie. W latach 1949–1951 ponownie członek Rady Narodowej, w latach 1954–1970 Rady RP (w latach 1963–1968 jej przewodniczący).
Po wygaśnięciu kadencji prezydenta Augusta Zaleskiego opowiedział się po jego stronie przeciwko Radzie Trzech i pozostawał do końca jednym z najwierniejszych zwolenników prezydentury Augusta Zaleskiego. Stały współpracownik londyńskich „Wiadomości”, gdzie wespół ze swą towarzyszką życia Stefanią Zahorską prowadził rubrykę Puszka, komentując bieżące wydarzenia na arenie międzynarodowej (podpisywaną pseudonimem „Pandora”). Publicystyka Adama Pragiera obejmowała sprawy międzynarodowe (szczególnie w kontekście rywalizacji Zachód-Wschód) oraz kwestie krajowe. Adam Pragier stał niezmiennie na stanowisku ciągłości prawnej Rządu RP na uchodźstwie, przypisując mu główną rolę w walce o odzyskanie niepodległości Polski.
Członek założyciel Polskiego Towarzystwa Naukowego na Obczyźnie. Członek Wielkiej Loży Narodowej „Kopernik”.
Odznaczony Wielką Wstęgą Orderu Odrodzenia Polski (1965) oraz Medalem Niepodległości. W 1967 został laureatem Nagrody Związku Pisarzy Polskich na Obczyźnie.
Jego żoną od 1912 była Eugenia Pragierowa z domu Berke, działaczka PPS, po 1948 członek PZPR; po wybuchu II wojny światowej (1939) małżonkowie byli w faktycznej separacji, nie mieli dzieci.
Pochowany na Hampstead Cemetery w Londynie (section P2, gr. 9B).

## Prace
- Czas przeszły dokonany, Londyn 1966, Wyd. Bolesław Świderski
- Puszka Pandory, Londyn 1969, Wyd. Polska Fundacja Kulturalna
- Czas teraźniejszy, Londyn 1975, Wyd. Polska Fundacja Kulturalna